# Han Jong-suk
Han Jong-suk (ur. 30 kwietnia 1949) – północnokoreańska siatkarka, medalistka igrzysk olimpijskich.
Była w składzie reprezentacji Korei Północnej podczas letnich igrzysk olimpijskich 1972 odbywających się w Monachium. Nie zagrała wówczas w żadnym meczu, a jej zespół pokonał Koreę Południową w pojedynku o brązowy medal.